# Israel Castillo
Israel Castillo (* 17. August 1968) ist ein ehemaliger mexikanischer Fußballspieler, der in der Abwehr agierte und nach seiner aktiven Laufbahn eine Tätigkeit als Trainer begann.

## Leben

### Spieler
Castillo begann seine Profikarriere 1985 beim Club Universidad Nacional, für den er bis 1992 unter Vertrag stand und mit dem er in der Saison 1990/91 die mexikanische Meisterschaft gewann.
Nach Stationen bei den UANL Tigres und den UAT Correcaminos stieß er zu Atlético Celaya, mit denen er in der Saison 1995/96 Vizemeister wurde, in der Rückrunde allerdings nur noch einmal zum Einsatz kam.
Seine letzte Station in der höchsten Spielklasse war der Puebla FC und anschließend war er noch insgesamt drei Jahre für die in der zweitklassigen Primera División 'A' spielenden Vereine CD Veracruz und Nacional Tijuana tätig.

### Trainer
In den Jahren 2003 und 2004 war er anderthalb Jahre als Cheftrainer der UAT Correcaminos im Einsatz, für die er ein knappes Jahrzehnt vorher auch als Spieler tätig war.
2006 wurde er von den Delfines de Coatzacoalcos verpflichtet.